# Hajdu-Cheney-Syndrom
Das Hajdu-Cheney-Syndrom, auch autosomal-dominante Akroosteolyse oder familiäre idiopathische Akroosteolyse oder hereditäre idiopathische Osteolyse Typ VI genannt, ist eine sehr seltene Erbkrankheit, die zur lokalen Degeneration von Knochengewebe (Osteolyse) führt.

## Prävalenz und Ätiologie
Das Hajdu-Cheney-Syndrom ist eine sehr seltene Erkrankung. Weltweit wurden bisher etwa 50 Fälle berichtet. Die Krankheit folgt in der Regel einem autosomal-dominanten Erbgang. Welches Gen beziehungsweise welche Gene dabei betroffen sind, ist wie auch die molekulare Pathogenese noch unklar. Es wird vermutet, dass durch Neumutationen auch sporadische Fälle auftreten.

## Pathogenese
Das Hajdu-Cheney-Syndrom äußert sich bei den betroffenen Patienten unter anderem durch Minderwuchs, einem progredienten Abbau der distalen Phalangen (Fingerknochen) und gedrängt stehenden Mittelhandknochen (Ossa carpalia). Die Knochennähte am Schädel (Sutur) ossifizieren nicht. Die Stirnhöhle (Sinus frontalis) fehlt und der Türkensattel (Sella turcica) ist verlängert. Mit dem Fortschreiten der Erkrankung kann es zu einer Kompression der Arteria basilaris kommen, die lebensbedrohlich werden kann. Die Ohren, mit großen Ohrläppchen, sitzen tiefer als normal. Die Nase fällt breit aus. Der Abbau der Alveolarfortsätze (Processus alveolaris) führt zu einem frühen Verlust der Zähne. Der Abbau der Knochen (Osteopenie) kann im weiteren Verlauf der Erkrankung zur Verbiegung der Wirbelsäule (Skoliose) führen. Neben diesen Hauptsymptomen wurden bei einigen Betroffenen noch weitere Symptome wie Zystenniere, angeborene Herzfehler, Hydrocephalus (‚Wasserkopf‘), Gaumenspalte und Hepatosplenomegalie (Vergrößerung von Leber und Milz) beobachtet. Durch den Abbau der Knochen sind die Patienten körperlich schwach und ziehen sich leicht Knochenbrüche zu.

## Diagnose
Erste Zeichen der Erkrankung, die nur selten im Kindesalter diagnostiziert werden kann, sind Schmerzen in den Händen. Eine Knochendichtemessung (Osteodensitometrie) kann den extremen Abbau der Knochen nachweisen.

## Therapie
Eine früh sich manifestierende Osteoporose ist mit Bisphosphonaten behandelbar.

## Erstbeschreibung
Der US-amerikanische Radiologe William D. Cheney (* 1918) beschrieb 1965 bei einer Familie im Norden von Michigan erstmals das Hajdu-Cheney-Syndrom. Eine Mutter und vier ihrer Kinder zeigten die Symptome einer Akroosteolyse, eine Vielzahl von Wormschen Knochen und eine Hypoplasie des beidseitig aufsteigendem Unterkieferastes (Ramus mandibulae).
Weiterer Namensgeber ist der ungarisch-britische Radiologe Nicholas Hajdu (* 1908), der 1948 eine kranioskelettale Dysplasie beschrieb.